# The Great Muta Final "Bye Bye"
The Great Muta Final "Bye-Bye" fue un evento de lucha libre profesional promovido por la marca Pro Wrestling Noah de la empresa CyberFight. Tuvo lugar el 22 de enero de 2023 en Yokohama, Japón en el Yokohama Arena. El evento se transmitió en vivo por AbemaTV  y por el propio servicio de transmisión  de CyberFight, Wrestle Universe. Este fue el segundo pay-per-view promovido por Noah en 2023.
Este evento formó parte de la gira de despedida de Keiji Muto, siendo su última aparición con su mítico personaje "The Great Muta". El evento contó con la participación de los luchadores de la empresa All Elite Wrestling: Darby Allin & Sting.

## Resultados
En paréntesis se indica el tiempo de cada combate
- Kongo (Hajime Ohara & Hi69) derrotaron a Atsushi Kotoge & Seiki Yoshioka (6:41).
  - Hi69 cubrió a Yoshioka después de un «Stuka Splash».
- Saori Anou & Jungle Kyona derrotaron a Nomads (Maya Yukihi & Sumire Natsu) (13:46).
  - Kyona cubrió a Natsu después de un «Jungle Buster».
- Timothy Thatcher derrotó a Masaaki Mochizuki (8:44).
  - Thatcher forzó a Mochizuki a rendirse con un «Fujiwara Armbar».
- Junta Miyawaki, Alejandro & Yasutaka Yano derrotaron a Yoshinari Ogawa, NOSAWA & Eita (7:22).
  - La lucha terminó por descalificación después de que Eita atacará al árbitro y le quitara la máscara a Alejandro.
  - Después de la lucha, Ogawa, NOSAWA & Eita atacaron a Alejandro.
  - Después de la lucha, NOSAWA corto el cabello de Miyawaki.
- Good Looking Guys (Jake Lee, Jack Morris & Anthony Greene) derrotaron a Masa Kitamiya, Daiki Inaba & Yoshiki Inamura (10:49).
  - Lee cubrió a Inamura después de un «Front Kick».
- Kazushi Sakuraba derrotó a Hideki Suzuki en un GHC Mixed Martial Arts Rules Match (10:37).
  - El árbitro detuvo el combate después de que Sakuraba dejara inconsciente a Suzuki con un «Triangle Hold».
- Último Dragón, AMAKUSA & Ninja Mack (con Sonny Onoo) derrotaron a Kzy, YO-HEY & Dante León (11:41). 
  - Mack cubrió a YO-HEY después de un «Ninja Bomb».
  - Durante la lucha, Onoo interfirió a favor de Dragón.
- Kaito Kiyomiya, El Hijo de Dr. Wagner Jr., Takashi Sugiura & Satoshi Kojima derrotaron a Kongo (Kenoh, Katsuhiko Nakajima, Masakatsu Funaki & Manabu Soya) (18:36).
  - Hijo de Dr. Wagner Jr cubrió a Soya después de un «Moonsault Press».
- "END OF A NIGHTMARE": The Great Muta, Sting & Darby Allin (con The Great Kabuki) derrotaron a Hakushi, AKIRA & Naomichi Marufuji (22:23).
  - Muta cubrió a Hakushi después de un «Shining Wizard», seguido de un «Scorpion Deathdrop» de Sting y un «Coffin Drop» de Allin.
  - Después de la lucha, Muta escribió "FIN" sobre una mesa de madera con la sangre de Hakushi.
  - Esta fue la última lucha de Keiji Muto bajo el personaje de The Great Muta.